# ويليام لويس (لاعب كرة قدم)
ويليام لويس (بالإنجليزية: William Lewis)‏ (و. القرن 19 – القرن 20 م) هو لاعب كرة قدم، وحكم كرة قدم، ومدرب كرة قدم من المملكة المتحدة، والمملكة المتحدة لبريطانيا العظمى وأيرلندا، ولد في إنجلترا، توفي في برينتفورد.